# Małopolski Klub Siatkówki Muszyna 2015-2016
Questa voce raccoglie le informazioni riguardanti il Małopolski Klub Siatkówki Muszyna nelle competizioni ufficiali della stagione 2015-2016.

## Organigramma societario
Area direttiva
- Presidente: Grzegorz Jeżowski

Area tecnica
- Allenatore: Bogdan Serwiński
- Allenatore in seconda: Ryszard Litwin

## Rosa
| N° | Nome                  | Ruolo | Data di nascita  | Nazionalità sportiva |
| -- | --------------------- | ----- | ---------------- | -------------------- |
| 1  | Natalia Nuszel        | S     | 23 febbraio 1989 | Polonia              |
| 3  | Sylwia Pelc           | C     | 30 novembre 1990 | Polonia              |
| 5  | Maja Savić            | C     | 14 agosto 1993   | Serbia               |
| 6  | Anna Grejman          | S     | 8 giugno 1993    | Polonia              |
| 7  | Karolina Szczygieł    | P     | 1º febbraio 1996 | Polonia              |
| 8  | Aleksandra Krzos      | L     | 23 giugno 1989   | Polonia              |
| 9  | Karolina Ciaszkiewicz | S     | 7 settembre 1979 | Polonia              |
| 10 | Adela Helić           | S     | 24 febbraio 1990 | Serbia               |
| 11 | Izabela Śliwa         | L     | 11 dicembre 1990 | Polonia              |
| 12 | Justyna Sosnowska     | C     | 14 giugno 1992   | Polonia              |
| 14 | Natalia Kurnikowska   | S     | 13 gennaio 1992  | Polonia              |
| 17 | Kinga Hatala          | S     | 17 luglio 1989   | Polonia              |
| 18 | Júlia Milovits        | P     | 1º marzo 1990    | Ungheria             |